# Lars-Kristian Eriksen
Lars-Kristian Eriksen (Ålesund, 28 giugno 1983) è un ex calciatore norvegese, di ruolo difensore.

## Biografia
Eriksen è soprannominato Lasse. È un membro dell'organizzazione sportiva cristiana Kristen Idrettskontakt (KRIK).

## Carriera

### Club
Eriksen iniziò la carriera nelle giovanili dell'Aalesund, per passare successivamente in quelle del Lyn Oslo. Proprio con la squadra della capitale, effettuò il debutto da professionista: fu infatti titolare nel successo (andando anche in rete) per 0-9 in casa dell'Hammerfest nel secondo turno della Coppa di Norvegia 2002, in data 12 giugno. L'esordio nell'Eliteserien arrivò nel 2003: fu infatti schierato nella vittoria per 1-3 del Lyn in casa dello Stabæk, il 16 maggio. Il 15 ottobre dello stesso anno, giocò la prima gara nelle competizioni europee: fu infatti schierato nella sconfitta casalinga per 0-3 del Lyn Oslo contro il PAOK, quando sostituì Jonny Hanssen nel secondo tempo. Il 7 novembre 2004, fu titolare nella finale dell'edizione stagionale della Coppa di Norvegia, ma la sua squadra uscì sconfitta dal match per 4-1, contro il Brann. Rimase in squadra fino alla fine dell'Eliteserien 2008.
Nel 2009 infatti, passò al Lillestrøm, squadra per cui debuttò il 14 marzo, alla prima giornata di campionato contro lo Stabæk: il match si concluse con un pareggio per 1-1. Il 6 settembre 2011 fu reso noto il suo passaggio all'Odd Grenland, a partire dal 1º gennaio successivo. Si è svincolato al termine del campionato 2016. Il giocatore ha lasciato allora il calcio professionistico, ma ha continuato a giocare nel Tune, in 6. divisjon.

### Nazionale
Eriksen debuttò con la Norvegia under 19 il 9 aprile 2002, giocando da titolare contro la Polonia, partita nella quale gli scandinavi sono stati sconfitti per cinque a tre. Con la Norvegia under 21 esordì il 13 gennaio 2004, sostituendo Trond Erik Bertelsen nella partita amichevole contro il Qatar. Il 7 settembre 2004, segnò la prima rete, nella sconfitta casalinga per 2-3 contro la Bielorussia. Complessivamente, giocò 19 incontri per l'Under-21, con 2 reti all'attivo.

## Statistiche

### Presenze e reti nei club
Statistiche aggiornate al 28 aprile 2017.
| Stagione          | Club              | Campionato        | Campionato | Campionato | Coppe nazionali | Coppe nazionali | Coppe nazionali | Coppe continentali | Coppe continentali | Coppe continentali | Supercoppe | Supercoppe | Supercoppe | Totale | Totale |
| Stagione          | Club              | Comp              | Pres       | Reti       | Comp            | Pres            | Reti            | Comp               | Pres               | Reti               | Comp       | Pres       | Reti       | Pres   | Reti   |
| ----------------- | ----------------- | ----------------- | ---------- | ---------- | --------------- | --------------- | --------------- | ------------------ | ------------------ | ------------------ | ---------- | ---------- | ---------- | ------ | ------ |
| 2002              | Lyn Oslo          | ES                | 0          | 0          | CN              | 1               | 1               | -                  | -                  | -                  | -          | -          | -          | 1      | 1      |
| 2003              | Lyn Oslo          | ES                | 10         | 0          | CN              | 4               | 0               | CU                 | 1                  | 0                  | -          | -          | -          | 15     | 0      |
| 2004              | Lyn Oslo          | ES                | 23         | 0          | CN              | 7               | 0               | -                  | -                  | -                  | -          | -          | -          | 30     | 0      |
| 2005              | Lyn Oslo          | ES                | 17         | 0          | CN              | 1               | 0               | -                  | -                  | -                  | -          | -          | -          | 18     | 0      |
| 2006              | Lyn Oslo          | ES                | 13         | 0          | CN              | 2               | 0               | CU                 | 1                  | 0                  | -          | -          | -          | 16     | 0      |
| 2007              | Lyn Oslo          | ES                | 15         | 0          | CN              | 2               | 0               | -                  | -                  | -                  | -          | -          | -          | 17     | 0      |
| 2008              | Lyn Oslo          | ES                | 17         | 0          | CN              | 5               | 1               | -                  | -                  | -                  | -          | -          | -          | 22     | 1      |
| Totale Lyn Oslo   | Totale Lyn Oslo   | Totale Lyn Oslo   | 95         | 0          |                 | 22              | 2               |                    | 2                  | 0                  |            | -          | -          | 119    | 2      |
| 2009              | Lillestrøm        | ES                | 15         | 0          | CN              | 1               | 0               | -                  | -                  | -                  | -          | -          | -          | 16     | 0      |
| 2010              | Lillestrøm        | ES                | 26         | 0          | CN              | 3               | 0               | -                  | -                  | -                  | -          | -          | -          | 29     | 0      |
| 2011              | Lillestrøm        | ES                | 27         | 0          | CN              | 3               | 0               | -                  | -                  | -                  | -          | -          | -          | 30     | 0      |
| Totale Lillestrøm | Totale Lillestrøm | Totale Lillestrøm | 68         | 0          |                 | 7               | 0               |                    | -                  | -                  |            | -          | -          | 75     | 0      |
| 2012              | Odd               | ES                | 9          | 1          | CN              | 1               | 0               | -                  | -                  | -                  | -          | -          | -          | 10     | 1      |
| 2013              | Odd               | ES                | 12         | 0          | CN              | 2               | 0               | -                  | -                  | -                  | -          | -          | -          | 14     | 0      |
| 2014              | Odd               | ES                | 25         | 0          | CN              | 4               | 0               | -                  | -                  | -                  | -          | -          | -          | 29     | 0      |
| 2015              | Odd               | ES                | 26         | 1          | CN              | 3               | 0               | UEL                | 5                  | 0                  | -          | -          | -          | 34     | 1      |
| 2016              | Odd               | ES                | 9          | 0          | CN              | 3               | 0               | UEL                | 3                  | 0                  | -          | -          | -          | 15     | 0      |
| Totale Odd        | Totale Odd        | Totale Odd        | 81         | 2          |                 | 13              | 0               |                    | 8                  | 0                  |            | -          | -          | 102    | 2      |
| 2017              | Tune              | 6D                | ?          | ?          | CN              | ?               | ?               | -                  | -                  | -                  | -          | -          | -          | ?      | ?      |
| Totale            | Totale            | Totale            | 244+       | 2+         |                 | 42+             | 2+              |                    | 10                 | 0                  |            | -          | -          | 296+   | 4+     |

## Palmarès

### Club

#### Competizioni giovanili
- Norgesmesterskapet G19: 1

Lyn Oslo: 2001